# Alexander Georgijewitsch Beloborodow

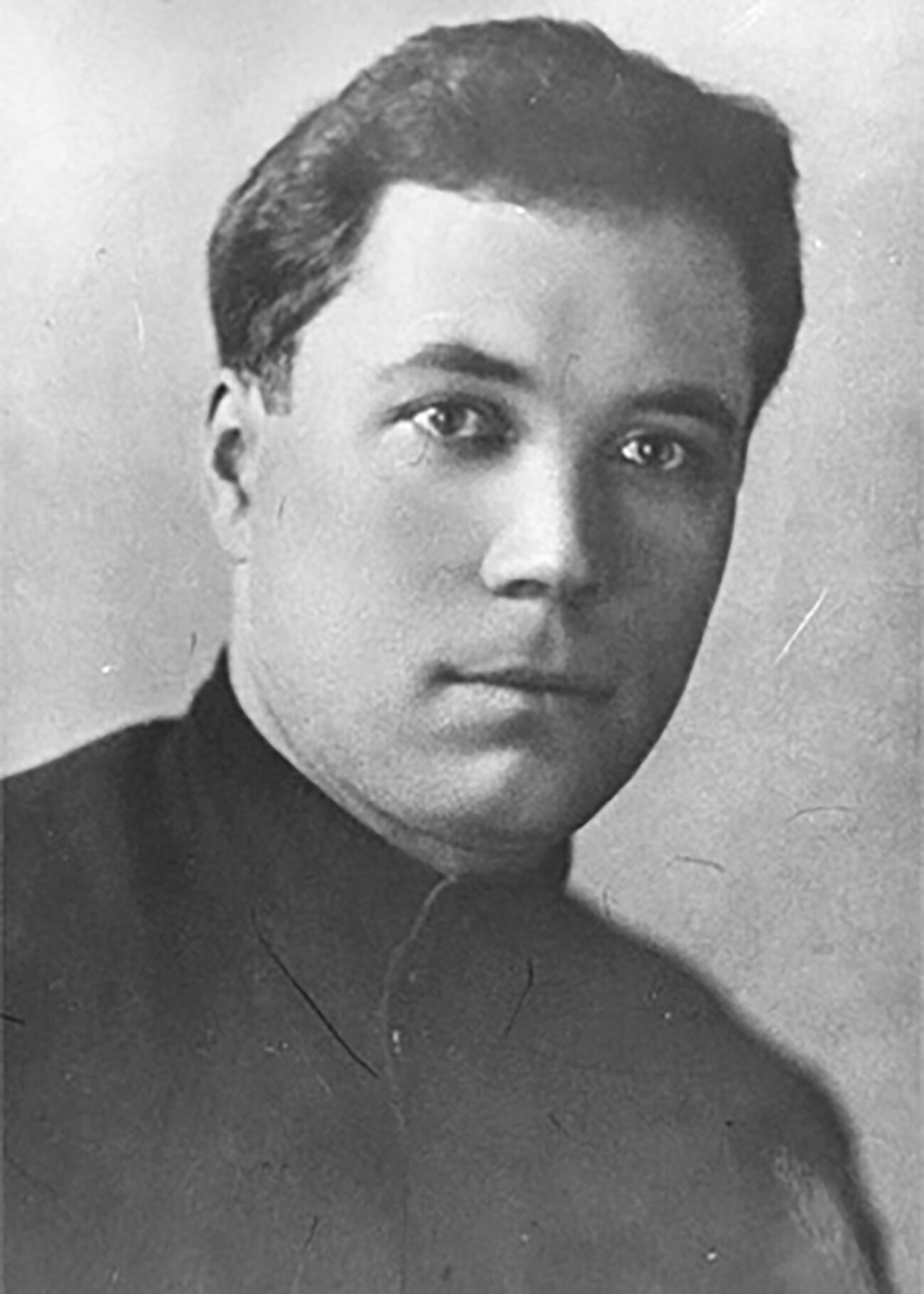
Alexander Beloborodow

Alexander Georgijewitsch Beloborodow (russisch Александр Георгиевич Белобородов; * 14. Oktoberjul. / 26. Oktober 1891greg. im Gouvernement Perm; † 10. Februar 1938 in Moskau) war ein russischer Revolutionär, Politiker und Offizier der Staatssicherheit.

## Leben
Beloborodow wurde als Sohn eines Arbeiters geboren, er arbeitete selbst als Elektriker. 1907 schloss er sich den Bolschewiki an. 1908 wurde er von der zaristischen Polizei verhaftet und verbrachte vier Jahre im Gefängnis. Nach der Februarrevolution 1917 wurde er in das Gebietskomitee für den Ural und in die konstituierende Versammlung gewählt. Seit Januar 1918 war er Vorsitzender des Exekutivkomitees des Gebietssowjets des Ural und unterschrieb in dieser Funktion am 6. Juni 1918 den Beschluss des Sowjets über die Erschießung Nikolaus II. und seiner Familie. Im März 1919 wurde er auf dem VIII. Parteitag der RKP(B) zum Mitglied des Zentralkomitees der RKP(B) und des Orgbüros gewählt. Im Jahr 1919 beteiligte er sich an der Niederschlagung des Aufstandes der Donkosaken, 1920 war er politischer Kommissar im Nordkaukasus, von 1921 bis 1923 Stellvertretender und von 1923 bis 1927 als Nachfolger Dserschinskis Leiter des Volkskommissariats für Innere Angelegenheiten (NKWD) der RSFSR. Beim Machtkampf zwischen Stalin und Trotzki nach dem Tod Lenins stand er als Mitglied der sogenannten Linken Opposition zunächst auf Trotzkis Seite, er wurde 1927 deshalb aus der Kommunistischen Partei ausgeschlossen und nach Archangelsk verbannt. 1930 brach Beloborodow mit dem Trotzkismus und wurde erneut als Parteimitglied zugelassen. Am 15. August 1936 wurde er jedoch verhaftet und in der Lubjanka inhaftiert und verhört. Von einem Militärtribunal des Obersten Gerichts der UdSSR wurde er zum Tode verurteilt und am 10. Februar 1938 erschossen. 1958 wurde er im Zuge des Tauwetters nachträglich rehabilitiert.